# آنتونی جی. برایانت
آنتونی جی. برایانت (انگلیسی: Anthony J. Bryant; ۱۴ فوریهٔ ۱۹۶۱ – ۲۵ دسامبر ۲۰۱۳) مؤلف اهل ایالات متحده آمریکا بود.
برایانت چهار کتاب برای انتشارات اوسپری در مورد تاریخ سامورایی نوشت و به همراه مارک تی. آرسنو کتاب سنگوکو: قوانین اصلی در فئودال ژاپن Sengoku: Chanbara Roleplaying in Feudal Japan را نوشت. او یک تاریخدان در زمنیه تاریخ ژاپن متخصص در دوره کاماکورا، دوره موروماچی و دوره آزوچی–مومویاما بود.